# Amélie Audiberti
Amélie Audiberti, née Élisabeth Cécile Amélie Savane le 30 novembre 1899 à Saint-Pierre (Martinique) et morte le 31 mai 1988 à Massy (Essonne), est une traductrice française, principalement connue pour être à l'origine de la première traduction du roman 1984 de George Orwell. Elle y invente plusieurs néologismes dont certains sont passés dans le langage courant comme la « novlangue ». Elle est également l'épouse de l'écrivain et dramaturge Jacques Audiberti et la mère de l'autrice Marie-Louise Audiberti.

## Biographie

### Jeunesse et débuts
Amélie Audiberti naît le 30 novembre 1899 à Saint-Pierre, en Martinique. Sa mère est directrice de l'école des filles de Sainte Philomène, localité située au nord de Saint-Pierre, près du Prêcheur, et son père commis des contributions directes. Elle devient institutrice avant d'épouser à Paris en 1926  l'écrivain, poète et dramaturge Jacques Audiberti,. Deux filles naîtront de cette union : Jacqueline et Marie-Louise.  
Passionnée de littérature, notamment anglaise, institutrice et mariée à un homme de lettres, elle devient traductrice sur le tas, à une époque où n'existe aucune formation spécifique.  

### Traduction de 1984 de George Orwell
Elle obtient par l'entremise de son mari une commande de traduction, pour les éditions Gallimard, du roman de George Orwell 1984 publié en langue anglaise en 1949. Elle crée, pour les besoins de la traduction de cet ouvrage, plusieurs néologismes comme Angsoc (pour « socialisme anglais »), la double-pensée et surtout la novlangue, terme passé dans le langage courant pour désigner péjorativement un langage ou un vocabulaire destiné à déformer une réalité, ou certaines formes de jargon. De même, le slogan du parti au pouvoir dans le roman est célèbre : « La guerre c'est la paix, la liberté c'est l'esclavage, l'ignorance c'est la force », sans oublier l'expression « Big Brother ». Celle-ci, elle aussi passée dans le langage courant, désigne toute institution ou pratique portant atteinte aux libertés fondamentales et à la vie privée des populations ou des individus. Elle fait le choix de la conserver dans sa forme anglaise, à l'inverse, par exemple, des traductions en langues allemande ou espagnole.             
La traduction en français du roman est publiée en 1950. Travaillant à une époque où les traducteurs sont des acteurs invisibles du monde littéraire, qui exercent un talent plus qu'un métier, elle reste discrète et ne retire aucune reconnaissance de son travail malgré le succès mondial de l'œuvre d'Orwell et, à l'échelle francophone, de sa traduction. Sa traduction a acquis, selon la traductrice Josée Kamoun, un « statut patrimonial ». On doit d'ailleurs à cette dernière une nouvelle traduction éditée en 2018, qui a été justement très critiquée à sa parution,.            
Outre Orwell, Amélie Audiberti traduit de nombreux auteurs de langue anglaise, notamment d'œuvres de science-fiction. Elle traduit ainsi Rien qu'un surhomme d’Olaf Stapledon, Cailloux dans le ciel d’Isaac Asimov ou encore Le Sentier du tonnerre de Peter Abrahams et d'autres ouvrages d'auteurs comme Elizabeth Bowen, Leigh Brackett, Kenneth Bulmer, L. Ron Hubbard, Murray Leinster, Salvador de Madariaga, Vargo Statten, Edwin Charles Tubb ou encore John Wyndham,,.  
Elle vit à Palaiseau, dans la demeure familiale, et meurt le 31 mai 1988 à Massy,. Elle est inhumée avec son mari dans le caveau de famille du cimetière parisien de Pantin (32e division).